# Asa Noturna
O artigo abaixo trata dos personagens que já usaram a alcunha "Asa Noturna". Para o herói da DC Comics e ex-Robin, veja Dick Grayson.
Asa Noturna (em inglês, Nightwing) é um codinome usado por um número considerável de super-heróis da DC Comics, sempre ligado ou ao Batman ou ao Superman. Atualmente, é Dick Grayson quem adota esse codinome.

## História do personagem
Os trapezistas Os Graysons Voadores já eram a maior atração do circo Haly antes mesmo de seu filho Richard nascer. Aos 9 anos de idade, o pequeno Dick (apelido para Richard) já era um acrobata perfeito. Foi mais ou menos com essa idade, quando o Haly se apresentava em Gotham City, que o menino presenciou o mafioso Anthony Zucco tentando extorquir dinheiro do dono do circo. Com a recusa, Zucco preparou uma armadilha que resultaria na morte dos pais de Richard no trapézio. Batman apareceu no local, mas não conseguiu provas para prender Zucco de imediato. O criminoso só iria para trás das grades anos depois, condenado por outros crimes. Adotado por Bruce Wayne pouco depois da morte de seus pais, Dick se tornou parceiro do Homem-Morcego no combate ao crime, após um exaustivo período de treinamento. Nascia assim o primeiro Robin. Com o tempo, o rapaz se tornou uma lenda tão importante quanto o próprio Cavaleiro das Trevas. Seu espírito de liderança levou-o a formar a Turma Titã, juntamente com Kid Flash e Aqualad.
Essa equipe, depois de muitas reviravoltas com a saída e a entrada de muitos heróis, transformou-se na super equipe Os Novos Titãs. Só que Dick foi crescendo e não poderia continuar usando aquela roupinha lamentável por muito tempo, mesmo porque toda a equipe já estava tirando o maior sarro do moleque. Dick resolveu se transformar num novo herói. Assumiu uma nova identidade e um novo uniforme. Surgiu Asa Noturna, que foi ficando cada vez mais sombrio e violento, distanciando-se bastante da identidade de Robin. Namorou por anos, quase chegando a se casar com a alienígena Estelar, que conheceu quando era membro dos Novos Titãs, só que eles acabaram terminando. Por um tempo, Asa assumiu a identidade de Batman, permitindo a Bruce Wayne repensar sua vida. Para Dick, o uniforme foi fácil de usar, mas as complicações na sua cabeça mostraram-se um assunto totalmente diferente. Porém, ele devolveu o manto do morcego para Bruce assim que ele retornou à cidade. Mais uma vez assumindo a identidade de Asa Noturna,porém, passa a usar a cor vermelha, para não esquecer-se que já foi um Robin, e logo viajou para desvendar um misterioso assassinato na vizinhança de Bludhaven, uma cidade tão escura e corrupta quanto Gotham. Por ali ele achou que poderia ser para aquela cidade tudo que Batman é para Gotham.

Dick ainda teve um relacionamento amoroso com a Caçadora e um "chove não molha" com Oráculo, também liderou uma nova versão do grupo Os Renegados. Após a Batalha pelo Manto, Dick assume a identidade de Batman, mudando a postura que Bruce usava quando era o Batman. Tornando-se mais ativo, mostrando-se mais que seu mentor para os criminosos e a população. Isso permitiu que ele pudesse coletar e condenar criminosos com mais facilidades que na época de Bruce, mas alguns vilões perceberam a mudança de atitude, como o Charada e o Duas-Caras. Sua relação com Damian Wayne, o filho de Bruce que se torna Robin, também é conturbada, pois o garoto mostra-se arrogante, dizendo a Dick que se não aguentava substituir seu pai, que desse a roupa para ele. Dick espera que consiga mudar a atitude do garoto, impedindo assim dele voltar a matar. Atualmente, Bruce retornou ao seu título como Batman.

### Superman
Num período anterior à Crise nas Infinitas Terras houve uma história em Superman, Vol.1 #158 (Janeiro de 1963) em que Superman, numa aventura à cidade engarrafada de Kandor ao lado de Jimmy Olsen, adotou, pela primeira vez, o codinome "Asa Noturna".
Uma vez dentro de Kandor, Superman ficava sem poderes, e acabou, devido a um mal-entendido, sendo considerado um fora-da-lei. Para proteger-se e também proteger Jimmy, decidiu adotar uma segunda identidade, inspirado em Batman e Robin. Surgiram aí Asa Noturna (Superman) e Flamejante (Jimmy).
A ideia seria retomada, no pós-crise, apenas em 2001, na edição #111 da revista Superman: The Man of Steel, aonde Superman e Lois Lane, ao viajarem para uma cidade kryptoniana, adotaram para si os nomes "Asa Noturna" e "Flamejante".

### Van-Zee
Numa história publicada em 1977, um primo de segundo grau de Superman chamado Van-Zee tomou para si a alcunha de Asa Noturna. Várias aventuras dele sob esse codinome foram publicadas, em geral no título Superman Family.

### Dick Grayson
Uma vez que Superman não mais poderia ficar em Kandor, dois Kandorianos chamados Van-Zee e Ak-Var adotaram as identidade de Asa Noturna e Flamejante. Eventualmente, encontraram-se com os heróis que lhe serviram de inspiração, Batman e Robin, numa aventura que ficaria para sempre na mente do Menino Prodígio.
Com o tempo, Dick Grayson não mais se sentia confortável no papel de "ajudante mirim" de Batman, e acabou por se emancipar.
Após a Crise nas Infinitas Terras, essa ligação não mais existiu. Ao invés dessa história de Kandor, a versão oficial assumiu que Asa Noturna era, na verdade, uma lenda urbana de Krypton, que Dick veio a conhecer após uma conversa com Superman.

## Outras mídias
Além da banda desenhada, o personagem Asa Noturna apareceu somente em versões relacionadas a Dick Grayson.
- A aparição de maior destaque se deu na série animada The New Batman Adventures, continuação da série Batman: The Animated Series, produzida por Bruce Timm. O ator Loren Lester foi quem dublou o herói,

No episódio Old Wounds, foi explicado que Dick Grayson, enquanto ainda era Robin, havia perdido a paciência com o excesso de controle que Batman exercia sobre ele. Como resultado, saiu de Gotham City. Retornaria apenas anos mais tarde, já como Asa Noturna, mas, embora tenha trabalhado ao lado de Batman diversas vezes, nunca se reconciliou completamente com seu antigo mentor. Fatos também da série Asa Noturna 2014.
- No jogo Batman: Arkham Knight, além do Asa Noturna fazer parte do enredo principal, uma história própria é disponível por meio de um Conteúdo para download. No enredo, Asa Noturna tem como inimigo o Pinguim, que está tentando fugir do GCPD.[3]

- Aparições menores ocorreram nas séries animadas Liga da Justiça Sem Limites e Liga da Justiça.

- Houve também uma breve aparição do personagem na série animada Jovens Titãs, no episódio How Long is Forever?, em que mostrou-se que a futura identidade do personagem Robin seria a de Asa Noturna, confirmando que o personagem do desenho animado seria Dick Grayson.

- Em Batman Beyond, que é definido como a muitos anos no futuro, uma cópia do uniforme de Asa Noturna (ou pelo menos um deles) ainda paira na Batcaverna.O uniforme de Batman do Futuro é uma homenagem e referência a Asa Noturna.

- No filme Batman Forever, Dick Grayson (Chris O'Donnell) sugere "Batboy, Asa Noturna ..." como um nome para si mesmo. No filme seguinte, Batman & Robin, o Robin usa um traje que se assemelha ao uniforme do Asa Noturna, exceto o principal símbolo em seu peito e braços, que é vermelho ao invés de azul. O traje do filme também inclui uma capa de pequeno porte.

- No episódio "Artifacts" da série animada The Batman, Asa Noturna ainda trabalha com Batman no ano de 3027, com flashbacks do ano de 2027.

- Robin faz a sua transcendência para Asa Noturna no final do episódio "Sidekicks Assemble!" na série animada Batman: The Brave and the Bold.

- Asa Noturna é líder da equipe Justiça Jovem na segunda temporada da animação.

- Asa Noturna aparece no jogo eletrônico Injustice: Gods Among Us, dublado por Troy Baker.

- Asa Noturna faz uma aparição na série Jovens Titãs em Ação, revelando ser Dick Grayson. Em um episódio em que aparece os três Robins, Dick aparece na versão ano 70, Carrie Kelley, Jason Todd e Tim Drake ainda como líder da equipe Titã.
- Asa Noturna irá protagonizar seu filme solo, a ser lançado em 2021, e dirigido por Chris McKay, de LEGO Batman: o Filme. Também deve aparecer em The Batman, estrelado por Ben Affleck e dirigido por Matt Reeves.
- Em 2014, a produtora Ismahawk lançou uma websérie fanmade (feita por fãs) em 5 episódios no Youtube. O personagem é interpretado por Danny Shepherd. A série ainda conta com participações de Exterminador, Batman, Barbara Gordon e o Capuz Vermelho.

## também
- Dick Grayson
- Superman
- Batman
- Novos Titãs
- Renegados
- Blüdhaven